# Kirna

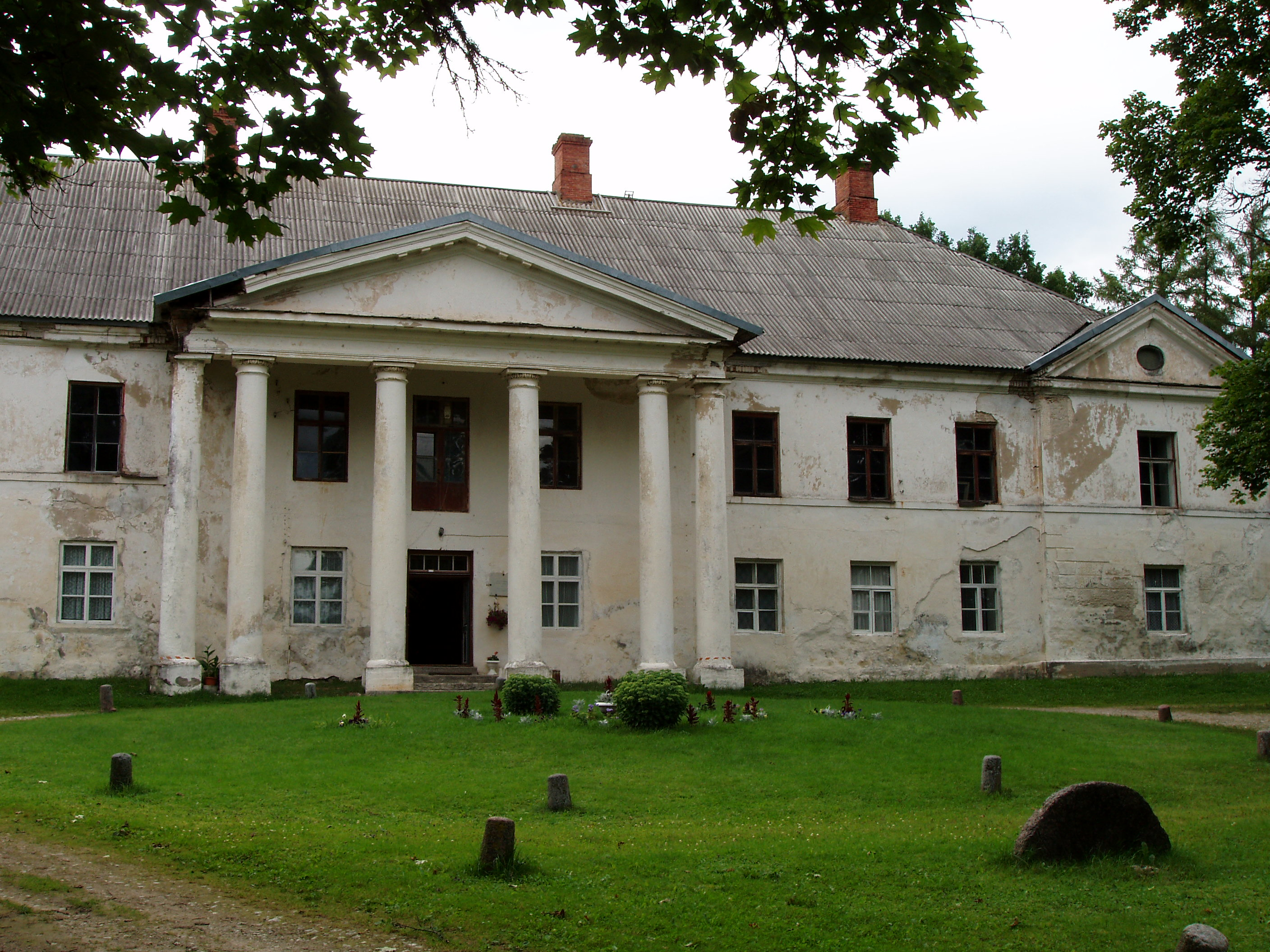
Vue du château de Kirna

Kirna est un village estonien de la région de Järva qui appartient à la commune de Türi, au centre du pays. Il est connu pour son château.
Au 31 décembre 2011, il compte 144 habitants.